# Bulbophyllum ivorense
Bulbophyllum ivorense är en orkidéart som beskrevs av Phillip James Cribb och Pérez-vera. Bulbophyllum ivorense ingår i släktet Bulbophyllum och familjen orkidéer. Inga underarter finns listade i Catalogue of Life.